# Wisconsin Supreme Court
Der Wisconsin Supreme Court ist der höchste Gerichtshof des Bundesstaates Wisconsin. Er ist für Rechtsmittel gegen Entscheidungen aller Gerichte des Bundesstaates Wisconsin zuständig, soweit sie das Recht Wisconsins betreffen. Der Gerichtshof kann auch nach eigenem Ermessen erstinstanzlich Fälle annehmen. Neben der rechtsprechenden Aufgaben ist das Gericht Dienstaufsichtsbehörde für alle Gerichte des Bundesstaates.
Das Gericht ist mit sieben Richtern besetzt und hat seinen Sitz im Wisconsin State Capitol. Die Richter werden für jeweils zehn Jahre gewählt, wobei nie mehr als ein Richter des Gerichts pro Jahr zur Wahl stehen darf. Fällt ein Richter während seiner Amtszeit aus, ernennt der Gouverneur einen Ersatz. Seit dem 1. Mai 2021 ist die Richterin Annette Ziegler Chief Justice (Gerichtspräsidentin) als Nachfolgerin von Patience Drake Roggensack (Chief Justice 2015–2021).